# Macracanthorhynchus hirudinaceus
Macracanthorhynchus hirudinaceus es un parásito acantocéfalo de interés veterinario, conocido vulgarmente como parásito de cabeza ganchuda o verme cornudo. Característica representada en el nombre del filo. Son endoparasitos celozoicos (viven dentro de cavidades corporales).

## Especies a que afectan
Cerdos domésticos y salvajes, pecaríes e incluso a monos que se alimentan de larvas de coleópteros.

## Descripción
Parásito de cuerpo cilíndrico algo aplanado con un gran número de pliegues transversales, de color rojizo pálido. Posee en el extremo anterior una probóscide que puede evaginarse o invaginarse, gracias a la presencia de lemniscos. Los lemniscos se ubican en lateral hacia la parte posterior de la probóscide y son elementos saxiformes (sacos) de 15 a 20 mm; estos lemniscos poseen músculos en su constitución, que permiten el llenado de líquido en su interior, momento en el cual la presión interna aumenta, produciendo la evaginación de la probóscide. De lo contrario cuando estos músculos se contraen, se expulsa el líquido contenido en estos sacos, y la presión interna disminuye en un valor menor al del exterior, por lo que la probóscide se invagina.
Esa probóscide posee de 3 a 5 filas de ganchos, cuya longitud disminuye hacia la parte posterior.
Poseen dimorfismo sexual relativo, pudiéndose distinguir el macho de la hembra sobre la base de su longitud. Las hembras son más grandes, miden alrededor de 30 a 40 cm, mientras que los machos miden 5 a 10 cm, siendo los ganchos de éstos más desarrollados que en las hembras.
Están recubiertos por una tegumento de 5 capas. Carecen de aparato digestivo, circulatorio y respiratorio.

## Sistema excretor
Es un sistema protonefridial; los protonefrídios poseen conductos que se unen a un conducto común, desembocando en el útero en las hembras o en el conducto eyaculador, en el caso de los machos.

## Sistema reproductor
En el macho, está formado por dos testículos que se continúan en vasos deferentes que desembocan en un conducto eyaculador. Poseen bolsa copulatriz y en su interior se aloja el pene, que es evaginable. Además posee glándulas anexas, que se denominan con el nombre de glándulas cementarías o del cemento; éstas segregan un material viscoso, que tiene como función sellar la vagina de la hembra y así evitar el escape de espermas.
En las hembras se puede encontrar un solo ovario, de forma esférica, y se continúa con un oviducto, luego viene el útero, y termina en una vagina y vulva. Estas presentan un alto potencial biótico, pueden a llegar albergar en su interior hasta 10 000 huevos con un embrión dentro.
Los huevos miden alrededor de 90 a 100 micrómetros.

## Ciclo biológico
Es de carácter heteroxeno, es decir necesita dos tipos de hospedadores, un huésped intermediario, que puede ser un coleóptero, por ejemplo Diloboderus abderus (bicho toro), Phaneus splendidulus o Megatopa bicolor, y uno definitivo que puede ser un cerdo, un pecari o un mono.
Llegan al medio ambiente con la materia fecal de los huéspedes definitivos.
Los coleópteros coprófagos, utilizan la materia fecal como lugar donde alimentarse y desovar; una vez que estos organismos ponen los huevos en la materia fecal, se produce la eclosión de los mismos, y así se producen larvas que son las que se alimentan de la materia fecal ingiriendo así los huevos del parásito, una vez dentro de la larva del coleóptero, el huevo eclosiona dando origen, en un lapso de 15 a 20 días, a la primera fase larvaria que se denomina acantor o L1, luego la L1 se dirige al hemocele, donde muda a acantela o L2. Esta L2 se enquista dando lugar al cistacanto, (forma larvaria infestante inactiva). Mientras esto ocurre, la larva del coleóptero se entierra.
Gracias al hábito que poseen los cerdos de hozar la tierra y alimentarse de larvas, raíces y tubérculos, ingieren estas larvas infectadas con los cistacantos dentro. Una vez en el intestino delgado gracias a la digestión del cerdo las larvas infectantes quedan en libertad, eclosionando y dejando en libertad a la L3 que se adhiere a la mucosa del intestino delgado, por medio de su cabeza ganchuda, donde se alimentan, dando lugar así a las formas adultas y maduras sexualmente al cabo de 2 a 3 meses. Estas copulan y así producen una nueva generación de huevos que van a ser eliminados con la materia fecal, al exterior comenzando con un nuevo ciclo.

## Ubicación
Intestino delgado.

## Características de las formas larvarias
L1 o Acantor: posee probóscide con ganchos, presencia de lemniscos, entre otros órganos subdesarrollados, cuerpo recubierto por espinas.
L2 o Acantela: órganos desarrollados, sexualmente inmaduros.
L3 o Cistacanto: forma de larva enquistada.